# Arber Sulstarova
Arber Sulstarova (* 18. Februar 1995 in Tirana) ist ein albanischer Tennisspieler.
Sulstarova wurde im Mai 2012 für die Begegnung der albanischen Davis-Cup-Mannschaft gegen Georgien nominiert. Sein Einzel gegen Aleksandre Metreweli verlor er deutlich.